# Helius euryphallus
Helius euryphallus är en tvåvingeart som beskrevs av Alexander 1960. Helius euryphallus ingår i släktet Helius och familjen småharkrankar. Inga underarter finns listade i Catalogue of Life.